# Amplitudensieb
Das Amplitudensieb ist ein Schaltungsteil eines Fernsehgerätes oder von manchen Bildschirmen. Seine Aufgabe besteht darin, die Synchronisierinformationen des Fernsehsignals von der Bildinhaltsinformation zu trennen.

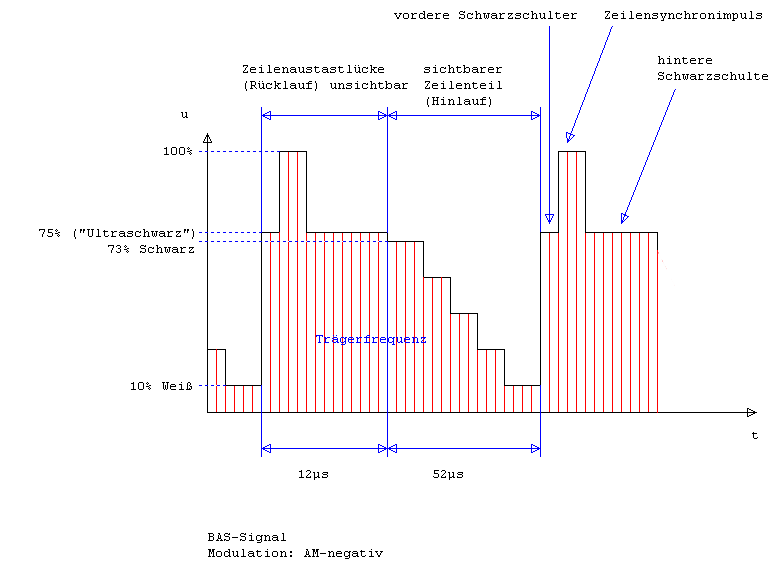
Fernsehsignal (BAS)

Die Abtrennung der Synchroninformationen vom Bildinhalt wurde in der Anfangszeit der Fernsehtechnik über einfache Klemmschaltungen realisiert. Der Schaltungsaufwand hielt sich dadurch zwar in Grenzen, allerdings konnten Störimpulse das Amplitudensieb passieren. Ebenso nachteilig wirkte sich der je nach Bildinhalt schwankende Gleichspannungsanteil des Bildsignales aus. Die Klemmschaltung wurde dadurch unzuverlässig.
Zur besseren Störunterdrückung wurden spätere Schaltungen als Koinzidenzstufe realisiert. Die Synchronpulse wurden nur dann zur Feinsynchronisation herangezogen, wenn die empfangenen Pulse zeitlich übereinstimmend mit den Pulsen der Zeilenablenkstufe eintrafen.